# Korba rowerowa

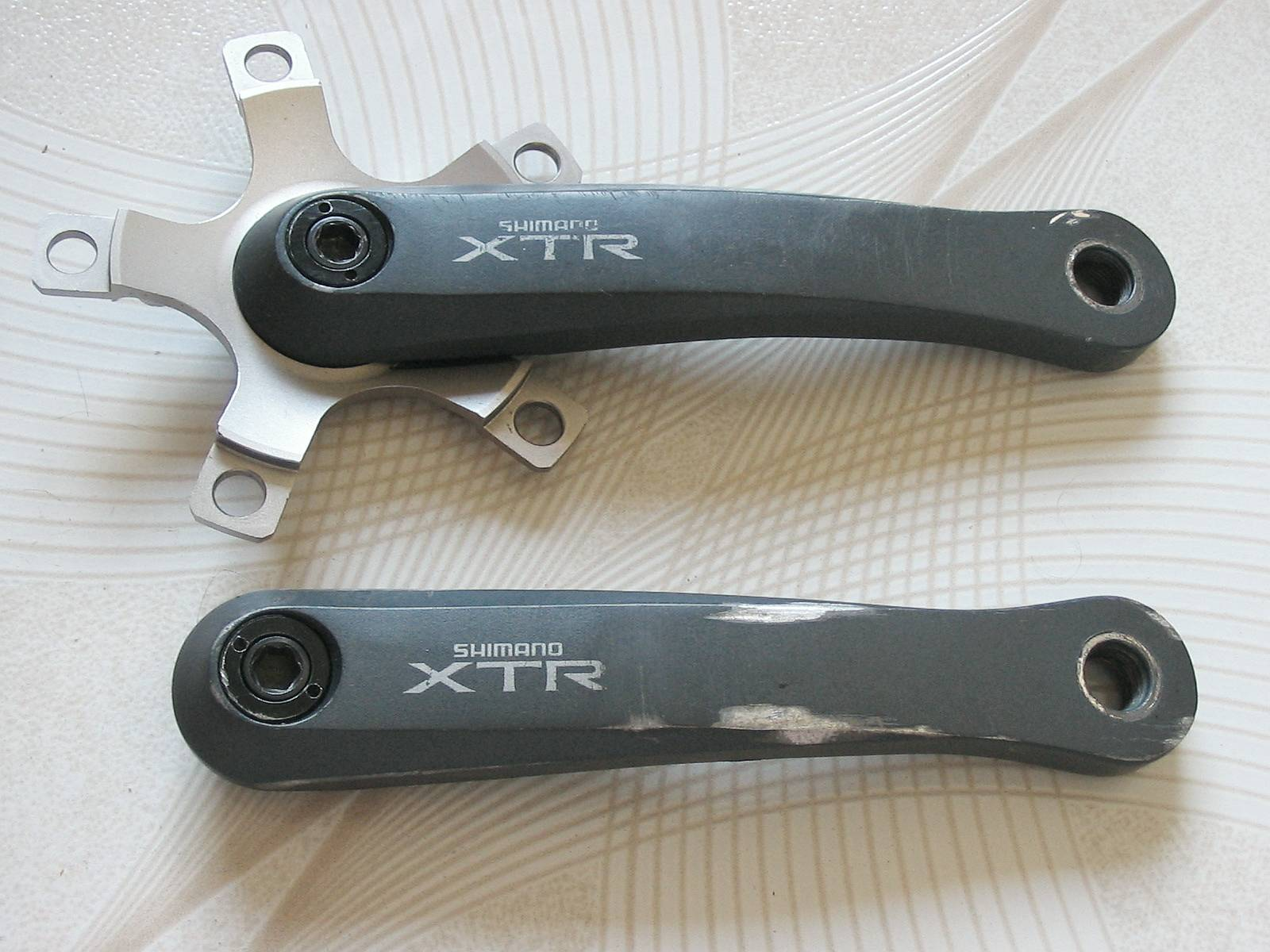
Korby Shimano XTR

Korba rowerowa – część układu napędowego roweru, która łączy każdy z pedałów z osią suportu.
W większości rowerów występują dwie korby po obu stronach ramy, ustawione względem siebie pod kątem 180°. Korby przenoszą największe obciążenia spotykane w układzie napędowym roweru i dlatego są najbardziej masywną jego częścią.

## Konstrukcja i rodzaje
Najtańsze rodzaje korb to proste pręty stalowe, rozkute i wydrążone na obu końcach. Jednym końcem łączą się one z osią suportu, a drugim z pedałami.
Droższe rodzaje korb są odlewami lub kształtkami wycinanymi na frezarce. Kształt korb jest tak dobrany, aby zapewnić maksymalną wytrzymałość przy jak najmniejszej masie.
Najdroższe odmiany korb występujące w wyższych grupach osprzętu są odlewami z wydrążonym wnętrzem.
Pedały są mocowane do korb za pomocą prostego połączenia gwintowego, które jest zestandaryzowane i jednakowe w ogromnej większości współcześnie dostępnych rowerów. Ponieważ jednak również tam mają miejsce olbrzymie obciążenia, a we współczesnych rowerach często stalowy gwint pedału wchodzi w gniazdo gwintowane w odlewie z kruchego stopu, wskazane jest bardzo ostrożne wkręcanie osi pedału i zawsze przy użyciu środka smarnego.
Mocowanie korb do osi suportu jest dużo bardziej złożonym problemem technicznym, gdyż jest to miejsce w rowerze, które znosi największe ze wszystkich połączeń obciążenia. Istnieją jego liczne odmiany, które nie są ze sobą zgodne, dlatego przy kupowaniu korb trzeba je dobrać do konstrukcji zakończenia osi suportu. Najczęściej spotykane typy tych łączeń to:
- klinowe – najbardziej prymitywne i zazwyczaj zawodne – koniec osi ma kształt prostego walca, lekko ściętego z jednej strony. W główce korby jest otwór o rozmiarach nieco większych od średnicy osi i drugi otwór, w który wbija się metalowy klin. Klin ten wchodzi w miejsce gdzie oś jest ścięta i likwiduje luz między osią i korbą. Wielką wadą tego systemu jest ciągłe ścieranie się klina i konieczność jego ciągłego dobijania lub wymiany. Suporty na klin wyższej klasy to stosunkowo trwałe i sztywne, jednak w dalszym ciągu cięższe i bardziej problematyczne w serwisowaniu rozwiązane niż korby na kwadrat.
- na kwadrat – koniec osi jest ścięty na kształt kwadratu i nagwintowany od środka, zaś w główce korby jest kwadratowy otwór dopasowany wymiarami do końca osi. Całość jest łączona śrubą, którą wkręca się do wnętrza osi. System ten zapewnia znacznie solidniejsze połączenie osi z korbą niż klinowe, wymaga jednak bardzo precyzyjnego wykonania obu części. Słabą stroną tego połączenia jest to, że krawędzie kwadratu mają tendencję do ścierania się, co po pewnym czasie powoduje luzy, które generują nieprzyjemne skrzypienie. W praktyce można spotkać dwa standardy kwadratu: JIS i ISO. Różnica jest nieznaczna, każdą korbę na kwadrat da się założyć na każdy suport na kwadrat, ale jeśli korba i suport są w różnych standardach, korba jest osadzana w innej odległości od środka suportu, oraz jest ryzyko pojawiania się luzów w połączeniu.
- na wielowypust – system ten jest podobnie skonstruowany do systemu na kwadrat, tyle że końcówka osi posiada znaczniej bardziej wymyślny kształt, specjalnie zaprojektowany do znoszenia dużych obciążeń. Łączenie na wielowypust wymaga oczywiście jeszcze bardziej precyzyjnego wykonania obu części niż w przypadku kwadratu. Gwarantuje jednak trwałe i niemal niezniszczalne połączenie. Jest ono stosowane w droższych grupach osprzętu przez wszystkich producentów korb. Najpopularniejsze z takich rozwiązań to choćby Octalink firmy Shimano, którego oś ma kształt rury, na której krawędziach umieszczono osiem równo rozmieszczonych po jej obwodzie wpustów, oraz ISIS najbardziej przypominający w przekroju dziesięcioramienną gwiazdę. Jest on pierwszym tego typu standardem, który zyskał wielką popularność ze względu na swoją wielką wytrzymałość. Obecnie przechodzi ewolucję ku dalszemu udoskonaleniu, gdyż mimo swojej wytrzymałości na zerwanie osi lub wyrobienie się łączenia korba-oś posiadał znaczącą wadę, czyli słabe łożyska. Ze względu na grubość osi niemożliwe było zastosowanie proporcjonalnie dużych łożysk. Drobne kulki w niewielkich łożyskach miały tendencję do szybkiego zużywania się, przez co całość szybko nabierała luzów. Obecnie problem ten rozwiązuje się np. przez zastosowanie łożysk położonych na zewnątrz puszki suportowej, dzięki czemu ich średnica nie jest w żaden sposób ograniczona. Przykładowo rozwiązanie takie zastosowano w pakietach Howitzer firmy Truvativ czy X-Type firmy Race Face
- ze zintegrowana osią. W systemie tym prawe (m.in. w korbach Shimano) lub lewe (produkty firmy Truvativ) ramię korby połączone jest na stałe z osią o standardowej średnicy 24 mm (choć istnieją pewne wyjątki). Wolne ramię mocuje się za pomocą połączenia wielowypustowego, zwanego czasem „mikrowielowypustem” (Shimano). Zupełnie inną koncepcję przedstawiła firma Campagnolo w korbach Ulta-Torque. Oś została podzielona na dwie półosie, które łączą się na środku za pomocą specjalnych ząbków. Rozwiązanie to jest kompatybilne wyłącznie z suportami tej firmy.

## Typy korb dostępnych w sprzedaży i ich dobór do posiadanego rodzaju suportu
Obecnie większość korb wchodzących w skład tańszych grup osprzętu jest sprzedawana w formie zintegrowanej razem z zębatkami przednimi. Oznacza to, że korba od strony zębatek jest zespolona z nimi na stałe – zwykle po prostu zespawana. W droższych grupach osprzętu można nabyć zarówno całe komplety zębatki + korby, jak i można je kupować osobno.
Korby w rowerach górskich i szosowych występują w różnych rozmiarach. Czym dana osoba ma dłuższe nogi, tym dłuższe powinny być korby, aby zapewnić maksymalną efektywność pedałowania. Długości ramion korb wynoszą od 165 do 180 mm z krokiem co 2,5 mm, najczęściej spotykane są 170 mm, 172,5 mm i 175 mm.
Korby na połączenia klinowe są coraz rzadziej stosowane i występują one obecnie w najtańszych rowerach miejskich i dziecięcych. Dzięki temu, że są one zestandaryzowane, można być zawsze pewnym, że będą pasowały. Jedyna różnica może być w średnicy klinów. Niektóre korby wymagały klinów 9 mm zamiast standardowych 9,5 mm.
Korby na połączenia na kwadrat są spotykane w tańszych rowerach górskich i turystycznych. Większość producentów stosuje się do norm narzuconych przez firmę Shimano, ale część producentów chińskich i tajwańskich stosuje swoje własne normy, dlatego najlepiej jest kupować korby producenta, który wyprodukował stosowany przez nas wkład suportowy.
W korbach na wielowpust sprawa jest jeszcze bardziej złożona. Nawet Shimano ma tu trzy wersje tego połączenia – stosowane w osprzęcie Deore (Deore, Deore LX i Deore XT), zupełnie inne w osprzęcie XTR, oraz system stosowany w grupach szosowych. Firma Campagnolo stosuje jeszcze inną, niezgodną z Shimano, wersję tego połączenia.
Pozostali ważniejsi producenci (SRAM, Azonic, Ritchey, FSA, Truvativ) zdołali uzgodnić w 1999 roku wspólną normę na to połączenie – nazwaną ISIS i dzięki temu ich produkty są wzajemnie zgodne. Normy tej jednak nie przestrzega Shimano oraz Campagnolo.